# Cimaragang
Cimaragang is een bestuurslaag in het regentschap Cianjur van de provincie West-Java, Indonesië. Cimaragang telt 3461 inwoners (volkstelling 2010).